# Muhlenbergia racemosa
Muhlenbergia racemosa är en gräsart som först beskrevs av André Michaux, och fick sitt nu gällande namn av Britton, Stern och Justus Ferdinand Poggenburg. Muhlenbergia racemosa ingår i släktet muhlygräs, och familjen gräs. Inga underarter finns listade i Catalogue of Life.

## Bildgalleri

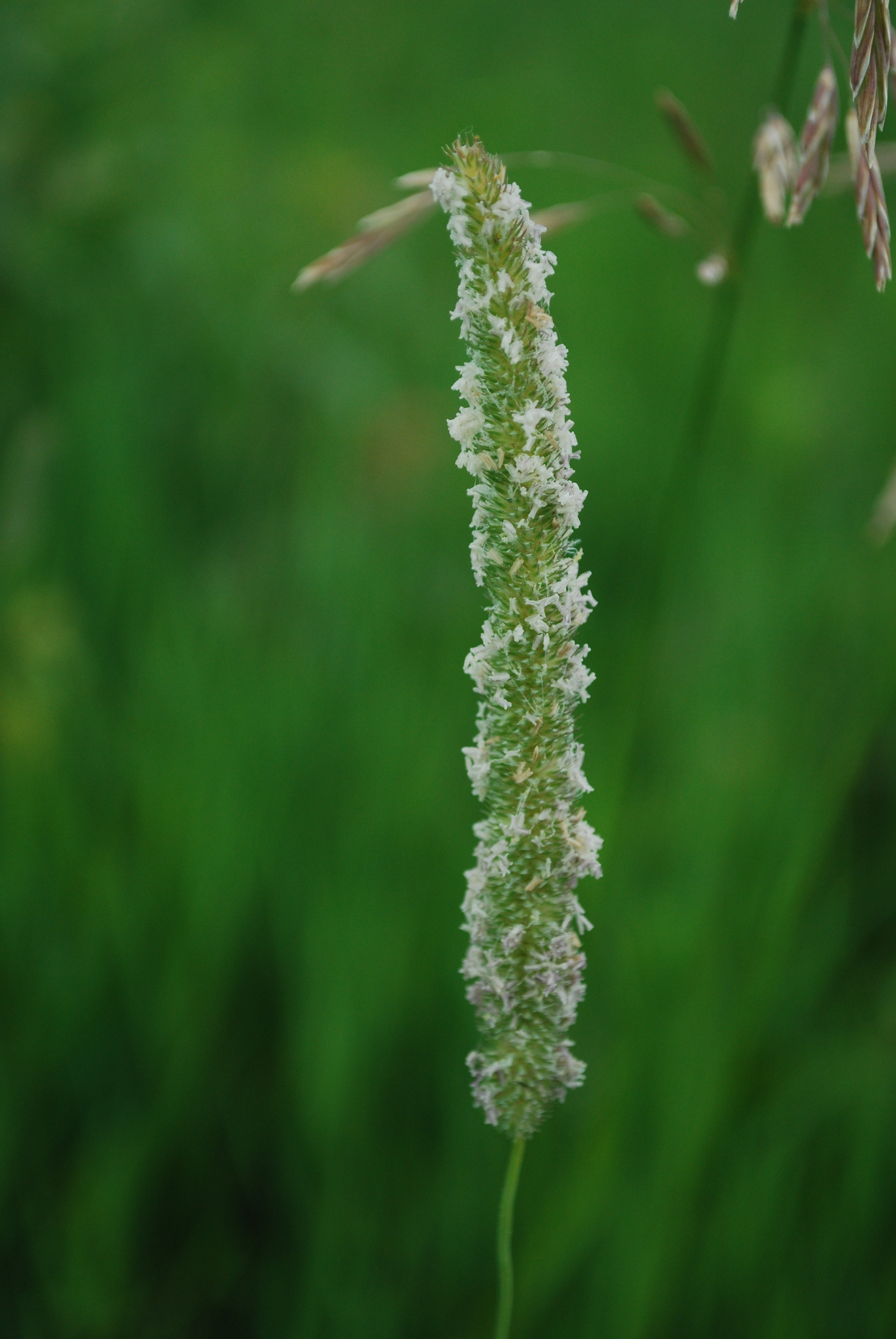
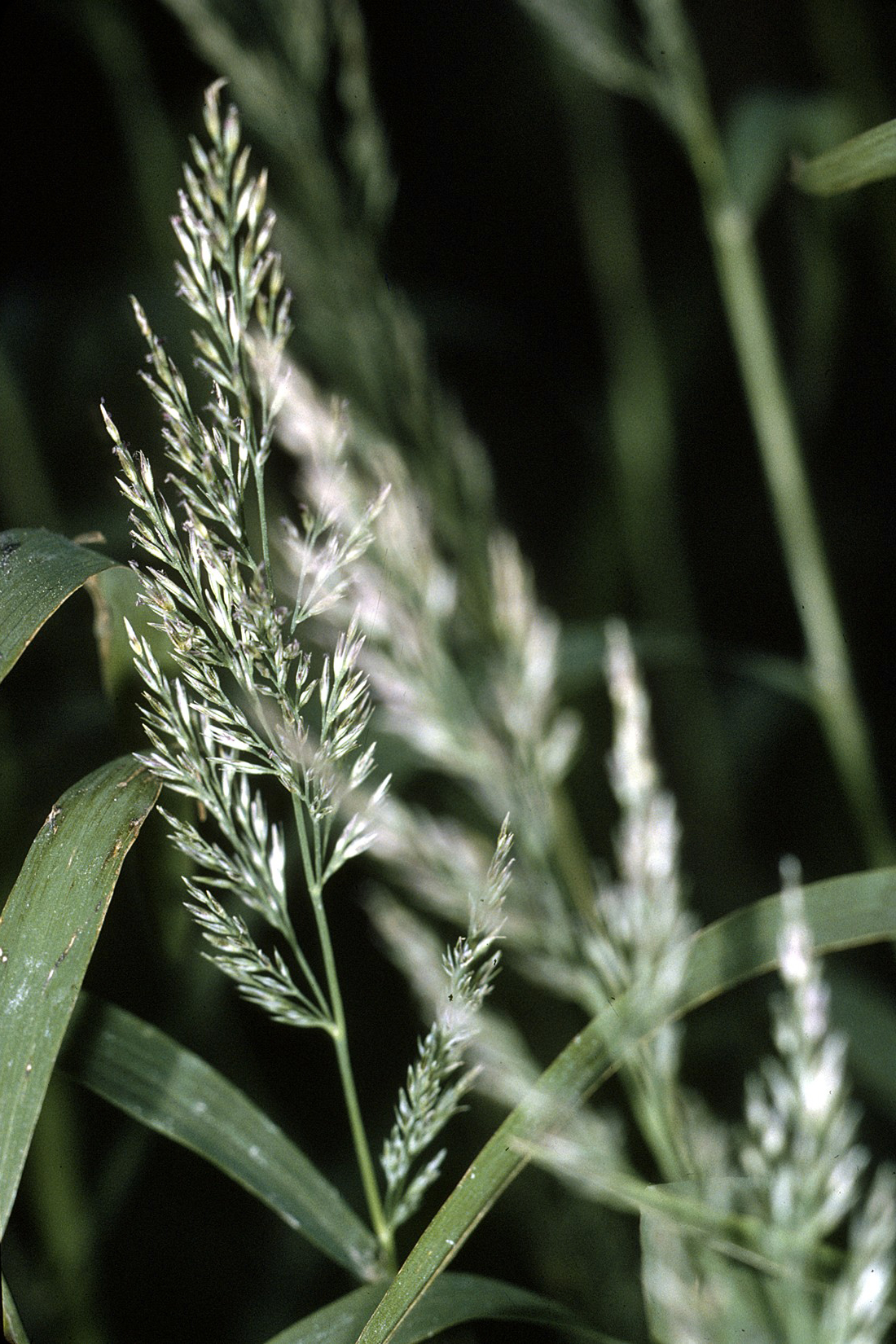